# Schorbach
Pour l’article homonyme, voir Schorbach (Ottrau).
Schorbach [ʃɔʁbak] est une commune française située dans le département de la Moselle, en Lorraine, dans la région administrative Grand Est. Le village fait partie du pays de Bitche et du bassin de vie de la Moselle-Est.

## Géographie

### Localisation
Le village se situe à la limite des pays couvert et découvert et à quelques kilomètres seulement au nord-ouest de la ville de Bitche, dans le massif des Vosges du Nord.

### Géologie et relief
Bien qu'enclavée dans le parc naturel régional des Vosges du Nord, la commune n'y adhère pas.
Adoptant un plan inorganisé, le village occupe les versants d'un vallon très encaissé arrosé par le Schorbach.
Système d’information pour la gestion des eaux souterraines du bassin Rhin-Meuse : Carte géologique

### Sismicité
Commune située dans une zone de sismicité 2 faible.

### Climat
Pour des articles plus généraux, voir Climat du Grand Est et Climat de la Moselle.
En 2010, le climat de la commune est de type climat des marges montargnardes, selon une étude du Centre national de la recherche scientifique s'appuyant sur une série de données couvrant la période 1971-2000. En 2020, Météo-France publie une typologie des climats de la France métropolitaine dans laquelle la commune est exposée à un climat semi-continental et est dans la région climatique  Vosges, caractérisée par une pluviométrie très élevée (1 500 à 2 000 mm/an) en toutes saisons et un hiver rude (moins de 1 °C). 
Pour la période 1971-2000, la température annuelle moyenne est de 9,8 °C, avec une amplitude thermique annuelle de 16,8 °C. Le cumul annuel moyen de précipitations est de 884 mm, avec 12,9 jours de précipitations en janvier et 9,7 jours en juillet. Pour la période 1991-2020, la température moyenne annuelle observée sur la station météorologique de Météo-France la plus proche, « Volmunster », sur la commune de Volmunster à 6 km à vol d'oiseau, est de 10,2 °C et le cumul annuel moyen de précipitations est de 760,1 mm. 
La température maximale relevée sur cette station est de 37,6 °C, atteinte le 25 juillet 2019 ; la température minimale est de −18,6 °C, atteinte le 24 décembre 2001,,. 
Les paramètres climatiques de la commune ont été estimés pour le milieu du siècle (2041-2070) selon différents scénarios d'émission de gaz à effet de serre à partir des nouvelles projections climatiques de référence DRIAS-2020. Ils sont consultables sur un site spécial publié par Météo-France en novembre 2022.

### Écarts et lieux-dits
- La butte des Païens, sur laquelle est construite l'église Saint-Rémi.
- L'ancien moulin Neumühle ne fonctionne plus depuis 1865 et la maison est complètement détruite.
- Le Simserhof date de 1843.
- Le Suselshof date 1832.
- L'Ochsenmühle date 1855.

### Hydrographie et les eaux souterraines
La commune est située dans le bassin versant du Rhin au sein du bassin Rhin-Meuse. Elle est drainée par le ruisseau le Breidenbach et le ruisseau Schorbach.
Le Breidenbach, d'une longueur totale de 10,4 km, prend sa source dans la commune  et se jette  dans la Horn à Walschbronn, après avoir traversé sept communes.

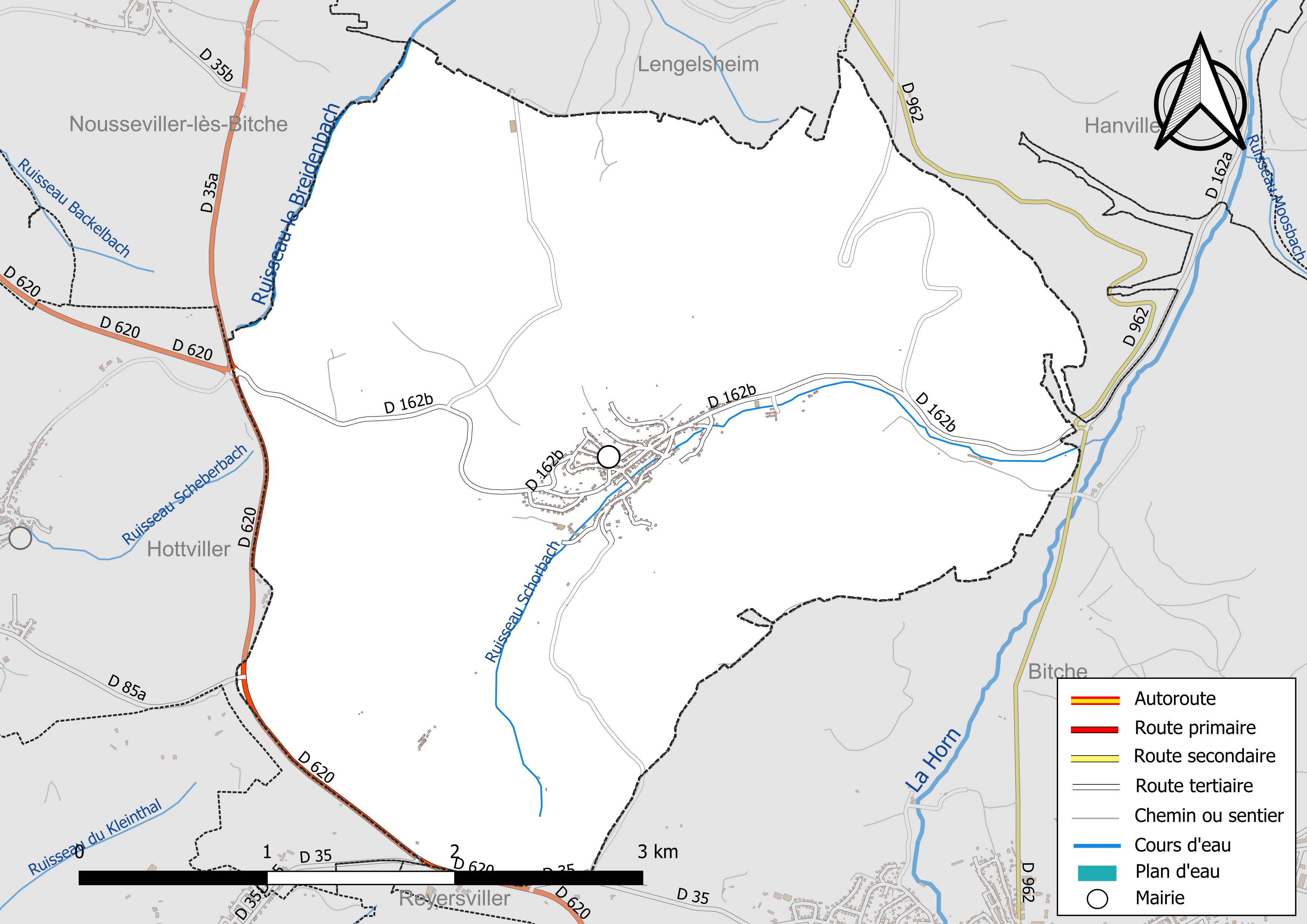
Réseaux hydrographique et routier de Schorbach.

La qualité des eaux des principaux cours d’eau de la commune, notamment du ruisseau le Breidenbach, peut être consultée sur un site spécial géré par les agences de l’eau et l’Agence française pour la biodiversité.

## Urbanisme

### Typologie
Au 1er janvier 2024, Schorbach est catégorisée commune rurale à habitat dispersé, selon la nouvelle grille communale de densité à sept niveaux définie par l'Insee en 2022.
Elle est située hors unité urbaine. Par ailleurs la commune fait partie de l'aire d'attraction de Bitche, dont elle est une commune de la couronne,. Cette aire, qui regroupe 10 communes, est catégorisée dans les aires de moins de 50 000 habitants,.

### Occupation des sols
L'occupation des sols de la commune, telle qu'elle ressort de la base de données européenne d’occupation biophysique des sols Corine Land Cover (CLC), est marquée par l'importance des forêts et milieux semi-naturels (63,7 % en 2018), en diminution par rapport à 1990 (66 %). La répartition détaillée en 2018 est la suivante : 
forêts (63,7 %), prairies (16,3 %), terres arables (11,5 %), zones urbanisées (3,3 %), cultures permanentes (2,9 %), zones agricoles hétérogènes (2,3 %). L'évolution de l’occupation des sols de la commune et de ses infrastructures peut être observée sur les différentes représentations cartographiques du territoire : la carte de Cassini (XVIIIe siècle), la carte d'état-major (1820-1866) et les cartes ou photos aériennes de l'IGN pour la période actuelle (1950 à aujourd'hui).

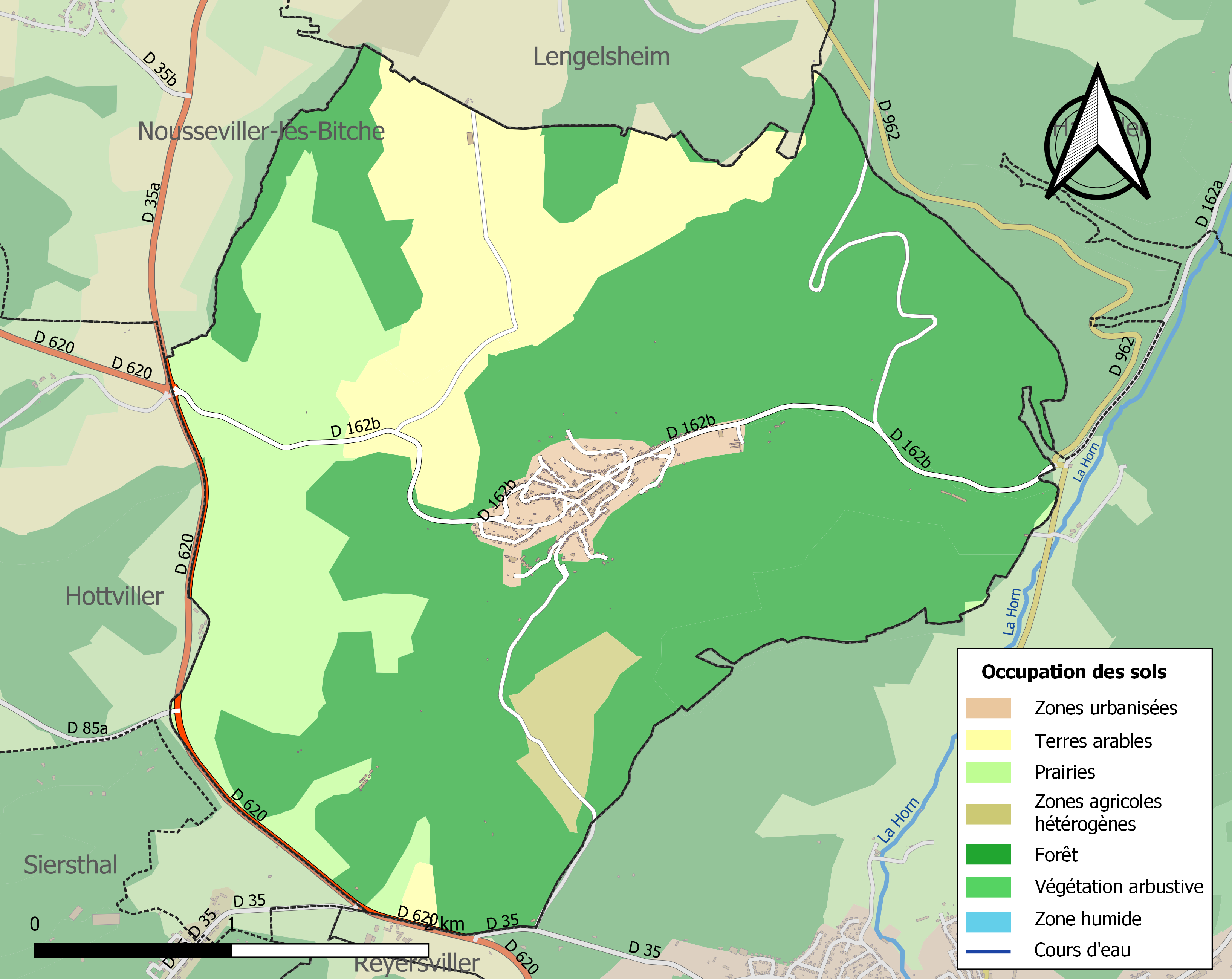
Carte des infrastructures et de l'occupation des sols de la commune en 2018 (CLC).

### Voies de communications et transports

#### Voies routières
- D162b vers Hottviller.
- D35 vers Bitche[15].

#### Transports en commun
- Fluo Grand Est.

##### SNCF
- Gare de Bitche,
- Gare de Rohrbach-lès-Bitche,
- Gare de Wœlfling-lès-Sarreguemines,
- Gare de Wingen-sur-Moder,
- Gare de Wittring.

### Intercommunalité
Commune membre de la Communauté de communes du Pays de Bitche.

## Toponymie
- 1210 : Schorpach, 1302 : Schorpache, 1345 : Xorpach, 1544 : Schorpath, 1771 : Scherbach.
- Schorboch en francique lorrain.

## Histoire
Le village est mentionné dans sa forme actuelle dès 1210, Schor-Bach, le ruisseau des cistudes, la tortue des marais. Le village fait alors partie de la seigneurie de Bitche et est le siège d'une mairie comprenant Lengelsheim, Bitche et Reyersviller.
Pendant la Seconde Guerre mondiale, les habitants sont évacués le 1er septembre 1939 à Gensac-la-Pallue et à Bourg, en Charente. Le village est libéré le 16 mars 1945 par les Américains. Le village est cité à l'ordre de la Brigade le 11 novembre 1948 : « Commune de Lorraine dont la population évacuée en septembre 1939 n'a réintégré son village en ruines qu'après la Libération. N'avait cessé de manifester son attachement à la France durant les années d'exil. Compte cinq de ses enfants tués et un blessé. Durement éprouvée par la guerre, a trouvé les trois quarts de ses immeubles entièrement détruits, les autres gravement endommagés. A supporté toutes ses épreuves avec courage et patriotisme. » Cette citation comporte l'attribution de la Croix de Guerre avec étoile de bronze.

### Cultes
* Culte catholique :
Du point de vue spirituel, Schorbach est une très ancienne paroisse relevant de l'archiprêtré de Hornbach depuis le XIIe siècle. L'église paroissiale Saint-Rémi est consacrée en 1143 par le légat pontifical Theodwin, cardinal de Sainte-Ruffine, comme en témoigne le tympan scellé dans le mur est de l'édifice.
Il s'agit de la première et jusqu'à la Révolution, l'unique paroisse de la région de Bitche. C’est Bernard Aubertin qui prit en main la réfection de cet orgue. Il comporte encore une centaine de tuyaux de l’ancien orgue dont les boiseries datent de 1777 et possède quarante jeux qui font chanter plus de trois mille tuyaux. (cf. « Les Orgues de Ste Catherine » disponible à l’église.)
, incorporée dès 1314 à l'abbaye de Sturzelbronn par Mgr Renaud de Bar, évêque de Metz. La vaste paroisse comprend alors les annexes de Lengelsheim, Hanviller, Haspelschiedt, Reyersviller et les deux villages de Kaltenhausen et de Rohr qui forment au XVIIe siècle la ville de Bitche, ainsi que les deux villages datant des XVIe siècle et XVIIe siècle, Eguelshardt et Mouterhouse. Au XVIIe siècle, quand les villages dévastés par la Guerre de Trente Ans viennent repeupler lentement la région, le curé de Schorbach vient s'établir et résider dans la nouvelle ville de Bitche où se trouve une garnison et où les travaux de fortification attirent des ouvriers en grand nombre.
- Culte israélite[17],[18].

## Politique et administration
| Période                                  | Période  | Identité                | Étiquette | Qualité |
| ---------------------------------------- | -------- | ----------------------- | --------- | ------- |
| Les données manquantes sont à compléter. |          |                         |           |         |
| mars 1995                                | ?        | Paul Dellinger          | UMP-DVD   |         |
| mai 2020                                 | En cours | Jean-François Dellinger |           |         |

Du point de vue administratif, Schorbach est commune du canton de Bitche depuis 1790.

### Budget et fiscalité 2021
En 2021, le budget de la commune était constitué ainsi :
- total des produits de fonctionnement : 380 000 €, soit 694 € par habitant ;
- total des charges de fonctionnement : 277 000 €, soit 505 € par habitant ;
- total des ressources d'investissement : 324 000 €, soit 592 € par habitant ;
- total des emplois d'investissement : 234 000 €, soit 427 € par habitant ;
- endettement : 562 000 €, soit 1 025 € par habitant.

Avec les taux de fiscalité suivants :
- taxe d'habitation : 11,81 % ;
- taxe foncière sur les propriétés bâties : 26,92 % ;
- taxe foncière sur les propriétés non bâties : 65,04 % ;
- taxe additionnelle à la taxe foncière sur les propriétés non bâties : 0,00 % ;
- cotisation foncière des entreprises : 0,00 %.

Chiffres clés Revenus et pauvreté des ménages en 2019 : médiane en 2019 du revenu disponible, par unité de consommation : 20 850 €.

## Population et société

### Démographie

#### Évolution démographique
L'évolution du nombre d'habitants est connue à travers les recensements de la population effectués dans la commune depuis 1793. Pour les communes de moins de 10 000 habitants, une enquête de recensement portant sur toute la population est réalisée tous les cinq ans, les populations de référence des années intermédiaires étant quant à elles estimées par interpolation ou extrapolation. Pour la commune, le premier recensement exhaustif entrant dans le cadre du nouveau dispositif a été réalisé en 2008.

En 2022, la commune comptait 541 habitants, en stagnation par rapport à 2016 (Moselle : +0,52 %, France hors Mayotte : +2,11 %).
| 1793 | 1800  | 1806  | 1821  | 1836  | 1841  | 1861  | 1866  | 1871  |
| ---- | ----- | ----- | ----- | ----- | ----- | ----- | ----- | ----- |
| 888  | 1 029 | 1 122 | 1 279 | 1 361 | 1 228 | 1 101 | 1 119 | 1 085 |

| 1875 | 1880 | 1885 | 1890 | 1895 | 1900 | 1905 | 1910 | 1921  |
| ---- | ---- | ---- | ---- | ---- | ---- | ---- | ---- | ----- |
| 986  | 973  | 903  | 935  | 904  | 875  | 899  | 968  | 1 007 |

| 1926 | 1931  | 1936  | 1946 | 1954 | 1962 | 1968 | 1975 | 1982 |
| ---- | ----- | ----- | ---- | ---- | ---- | ---- | ---- | ---- |
| 991  | 1 026 | 1 021 | 352  | 715  | 710  | 694  | 695  | 636  |

| 1990 | 1999 | 2006 | 2008 | 2013 | 2018 | 2022 | - | - |
| ---- | ---- | ---- | ---- | ---- | ---- | ---- | - | - |
| 649  | 621  | 593  | 585  | 551  | 539  | 541  | - | - |

La population a connu des variations importantes, passant de 1029 habitants en 1801 à 1343 en 1851 et 352 en 1946, le village ayant été totalement détruit au début de 1945. Au recensement de 1999, elle compte à nouveau 621 habitants.

### Enseignement
Établissements d'enseignements :
- École maternelle et primaire,
- Collèges à Bitche, Lemberg, Rohrbach-lès-Bitche, Wingen-sur-Moder, Niederbronn-les-Bains,
- Lycées à Bitche, Éguelshardt, Sarreguemines.

### Santé
Professionnels et établissements de santé :
- Médecins à Bitche, Volmunster, Walschbronn, Petit-Réderching,
- Pharmacies à Bitche, Volmunster, Lemberg, Goetzenbruck, Rohrbach-lès-Bitche, Montbronn, Achen, Wingen-sur-Moder, Niederbronn-les-Bains,
- Hôpitaux à Bitche, Niederbronn-les-Bains, Ingwiller, Sarreguemines.

## Économie

### Entreprises et commerces

#### Agriculture
- Culture et production animale, chasse et services annexes.

#### Tourisme
- Hébergements à Schorbach, Bousseviler, Reipertswiller.
- Restauration à Hottviller, Niederbronn-les-bains.

#### Commerces
- Commerces de proximité à Bitche, Lemberg, Sarreguemines.

## Culture locale et patrimoine

### Sobriquet
Les habitants portent le sobriquet Wurschtfresser (les bouffeurs de saucisse), appellation qui est relative à une fête du village nommée Wurschtfescht (fête de la saucisse) célébrée le jour de la Saint-Rémi.

### Lieux et monuments
- Une tombe bavaroise.
- Plusieurs étangs privés qui embellissent les sites de randonnée pédestre.
- Un centre d'arts Grosser Garten[28] (2013, Claude et Jacqueline Reslinger), exposition permanente (sculpture bois ou grès, dont Joseph Pyrz, peinture, autres) et expositions temporaires.
- Un calendrier pour la paix (1980-2000, par Joseph Kriegel).

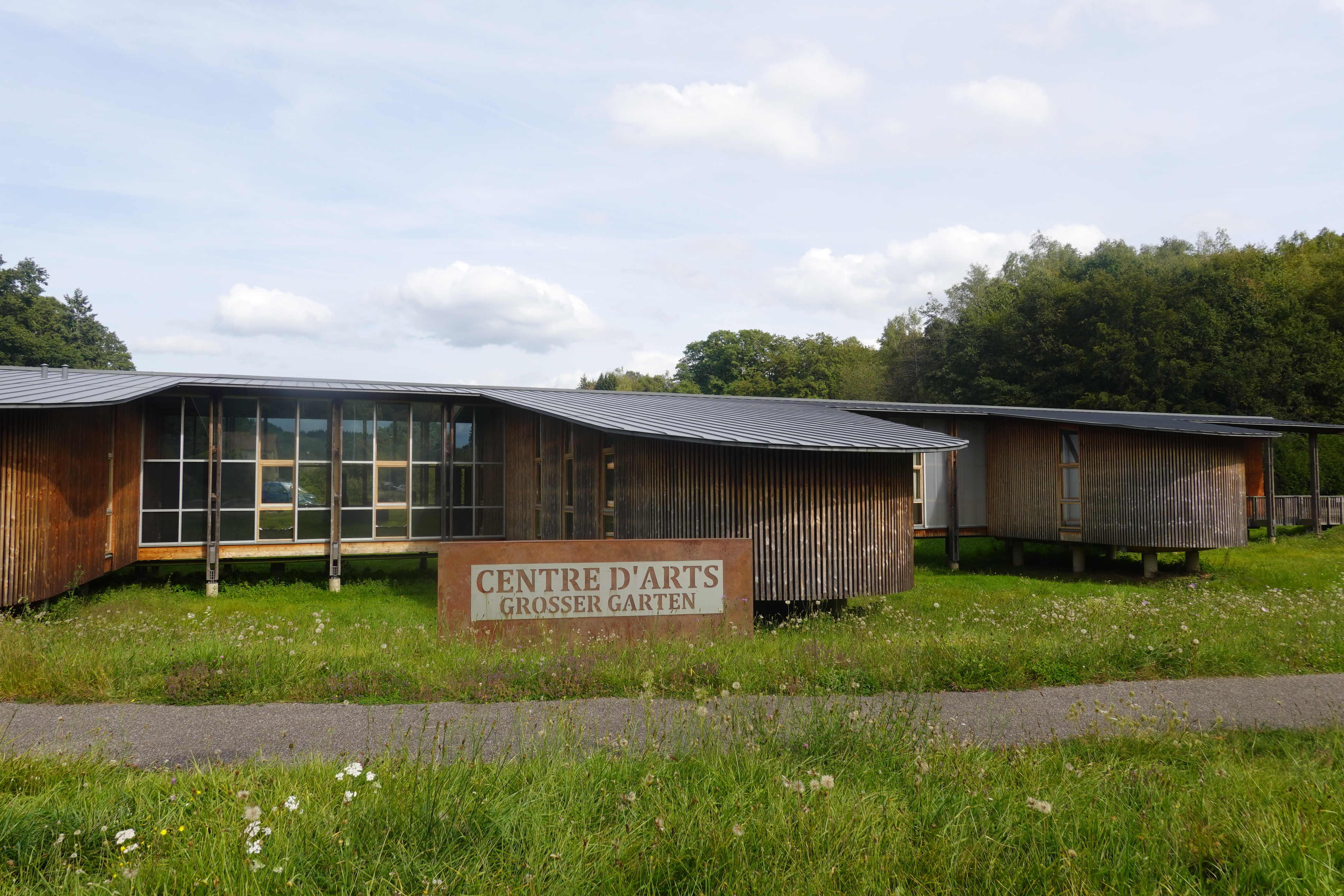
Centre d'Arts Grosser Garten
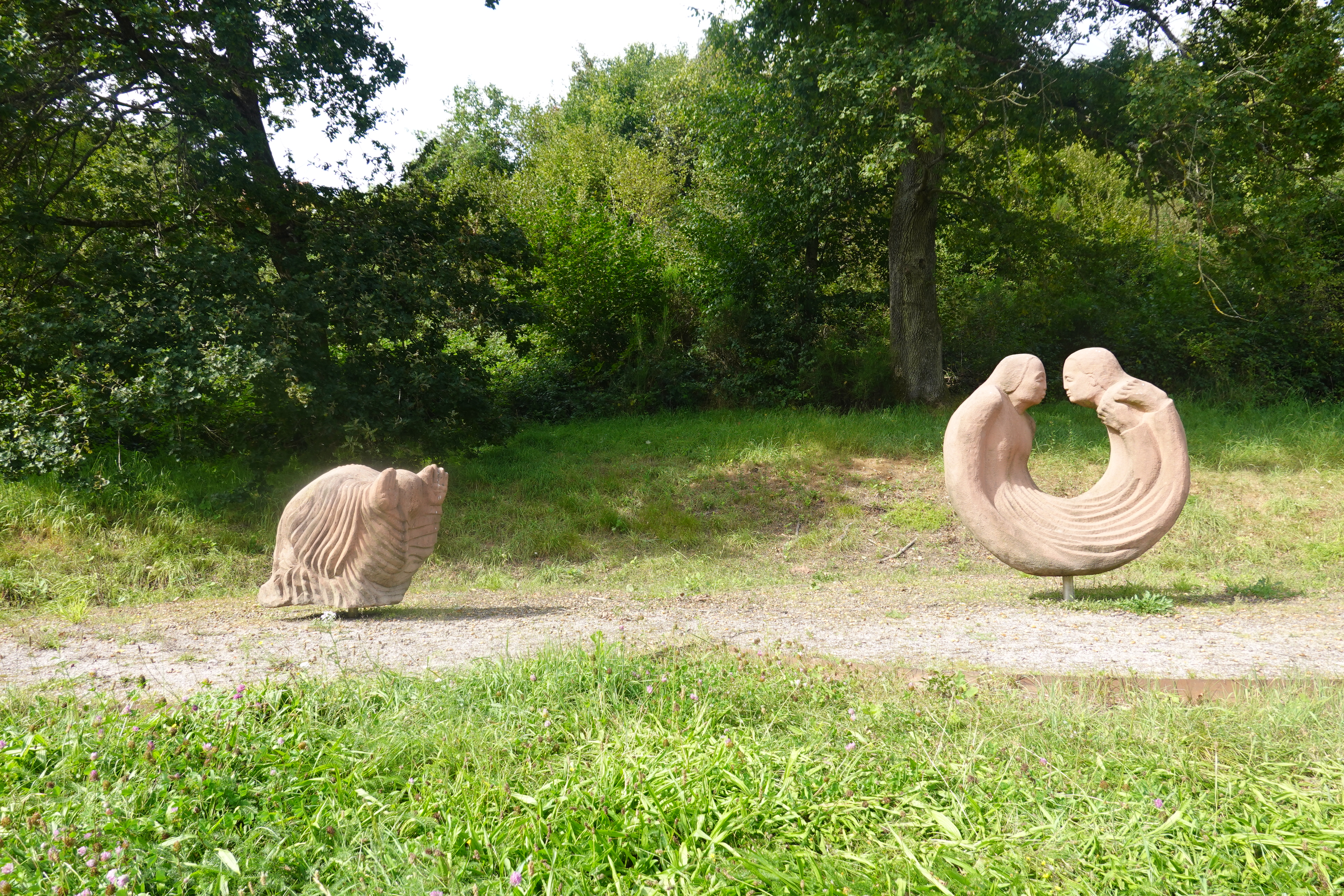
Sculptures de Joseph Pyrz (plein air)
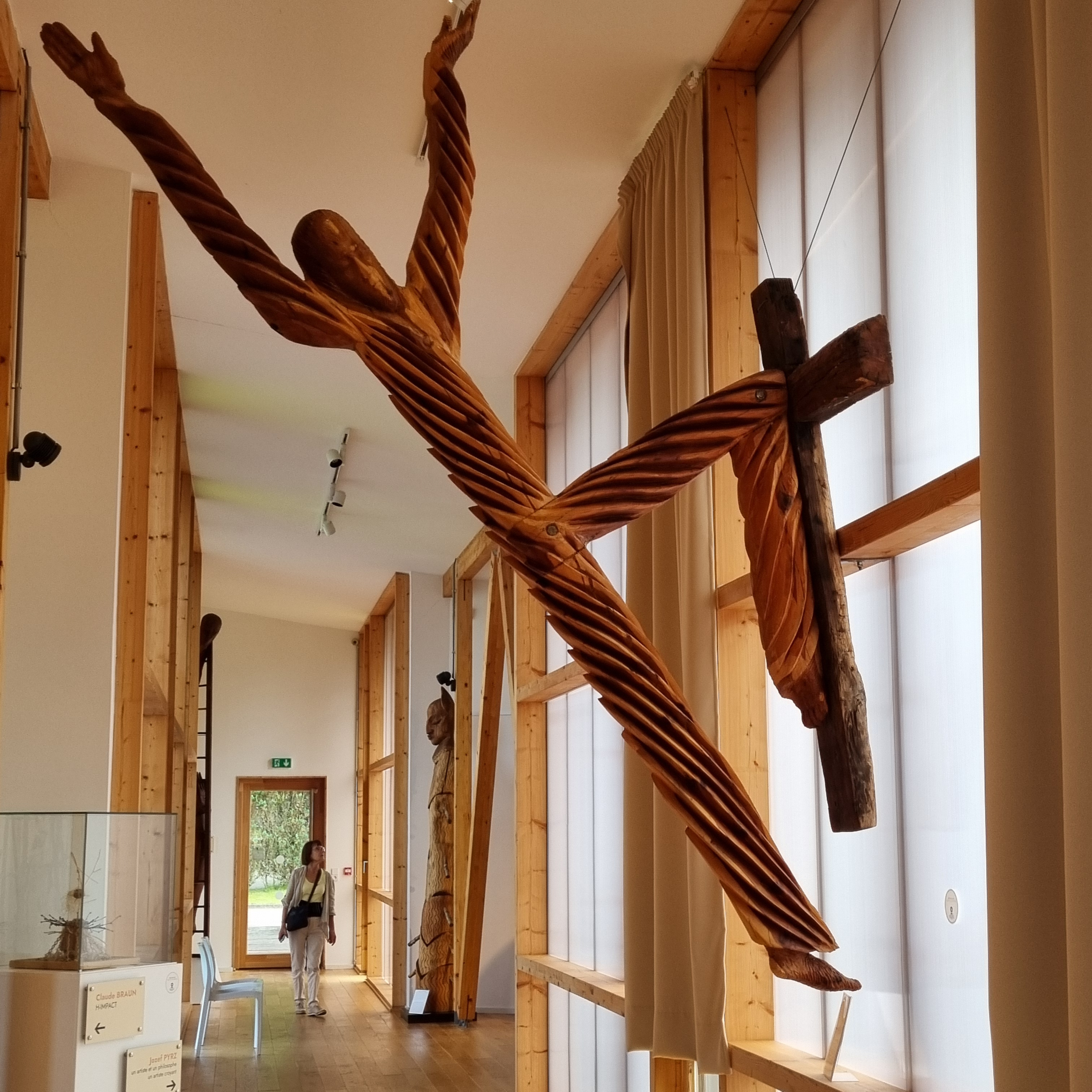
Joseph Pyrz, Résurrection / apothéose
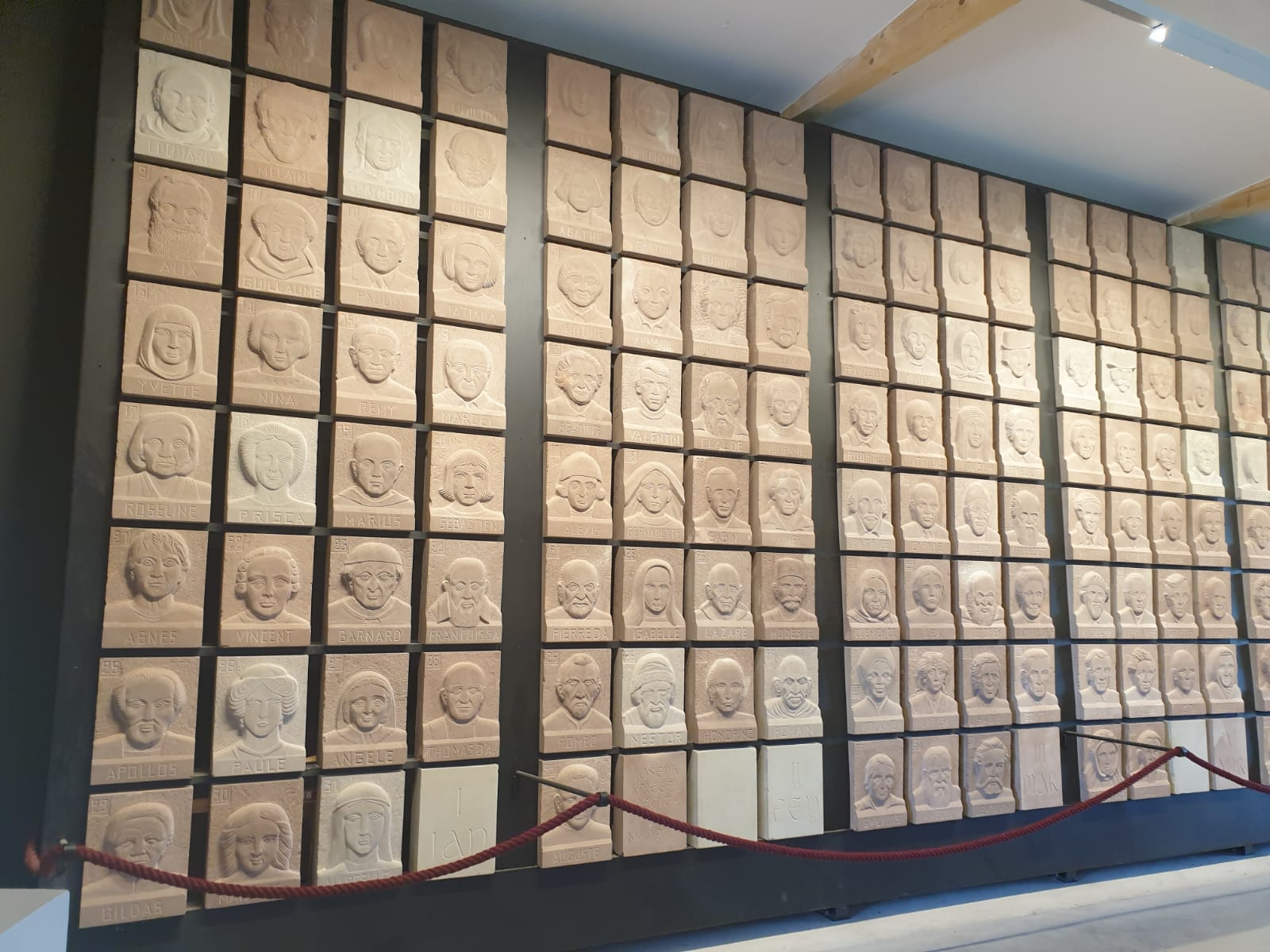
Joseph Kriegel, Calendrier universel de la fraternité et de la paix
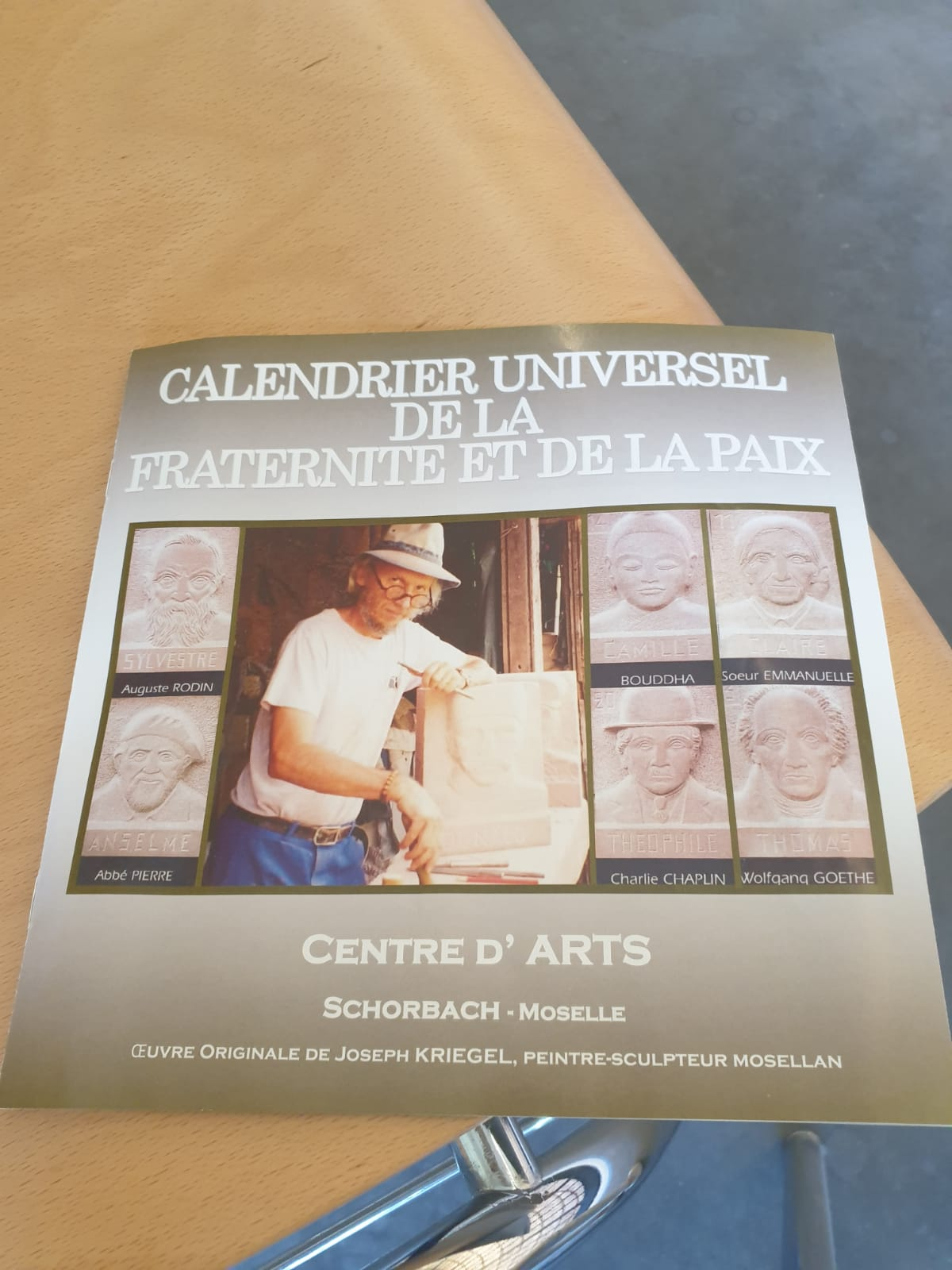
Joseph Kriegel, présentation du calendrier

#### Édifices religieux

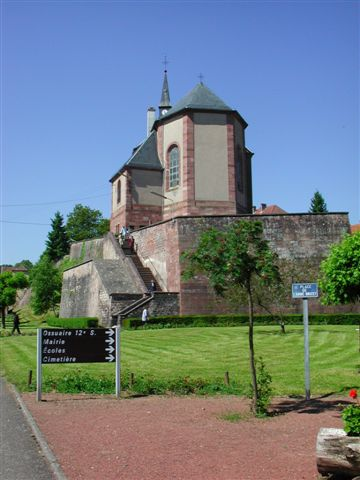
Église Saint-Rémi de Schorbach sur son éperon.
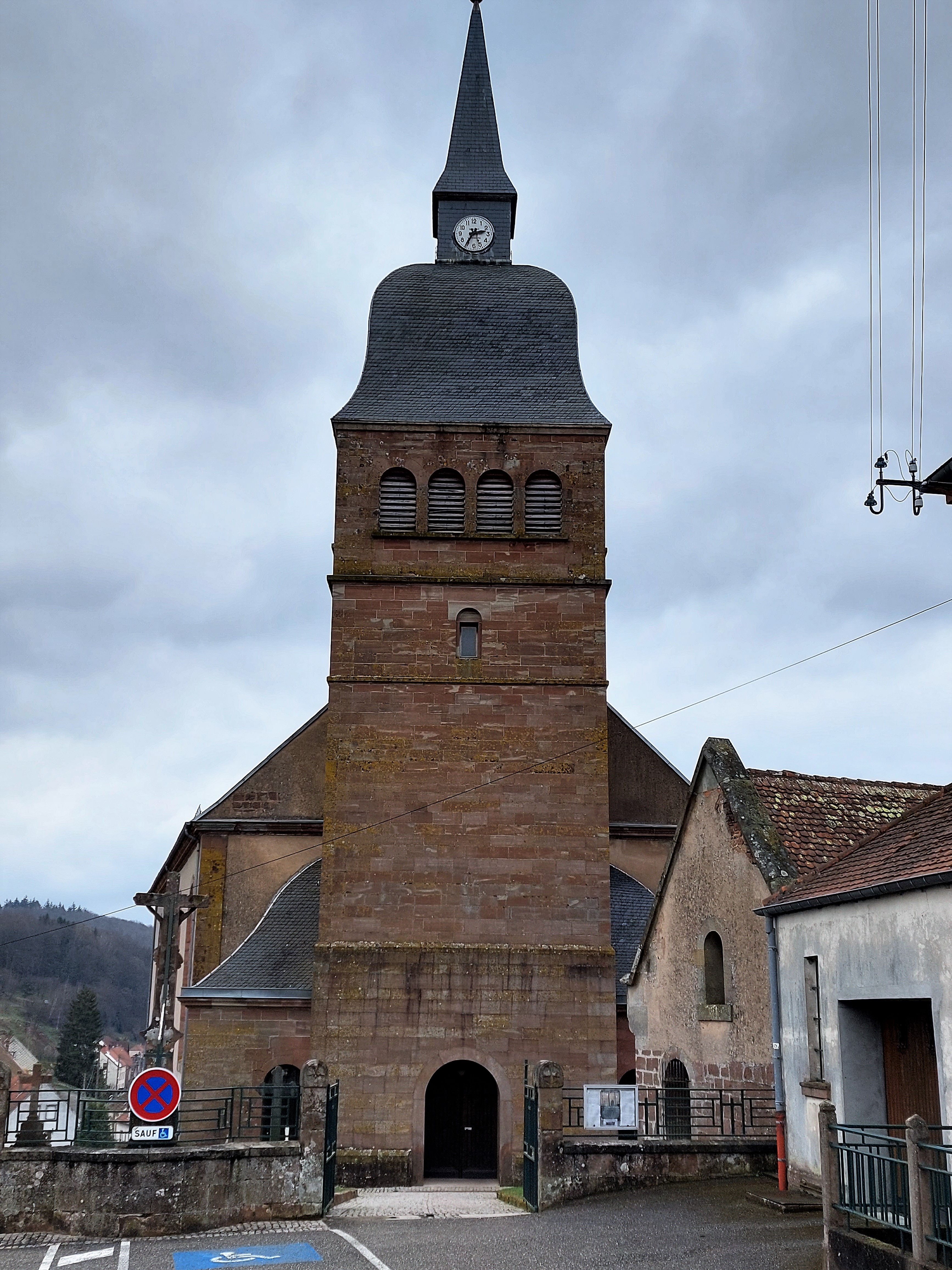
Église Saint-Rémi de Schorbach, et ossuaire à droite.
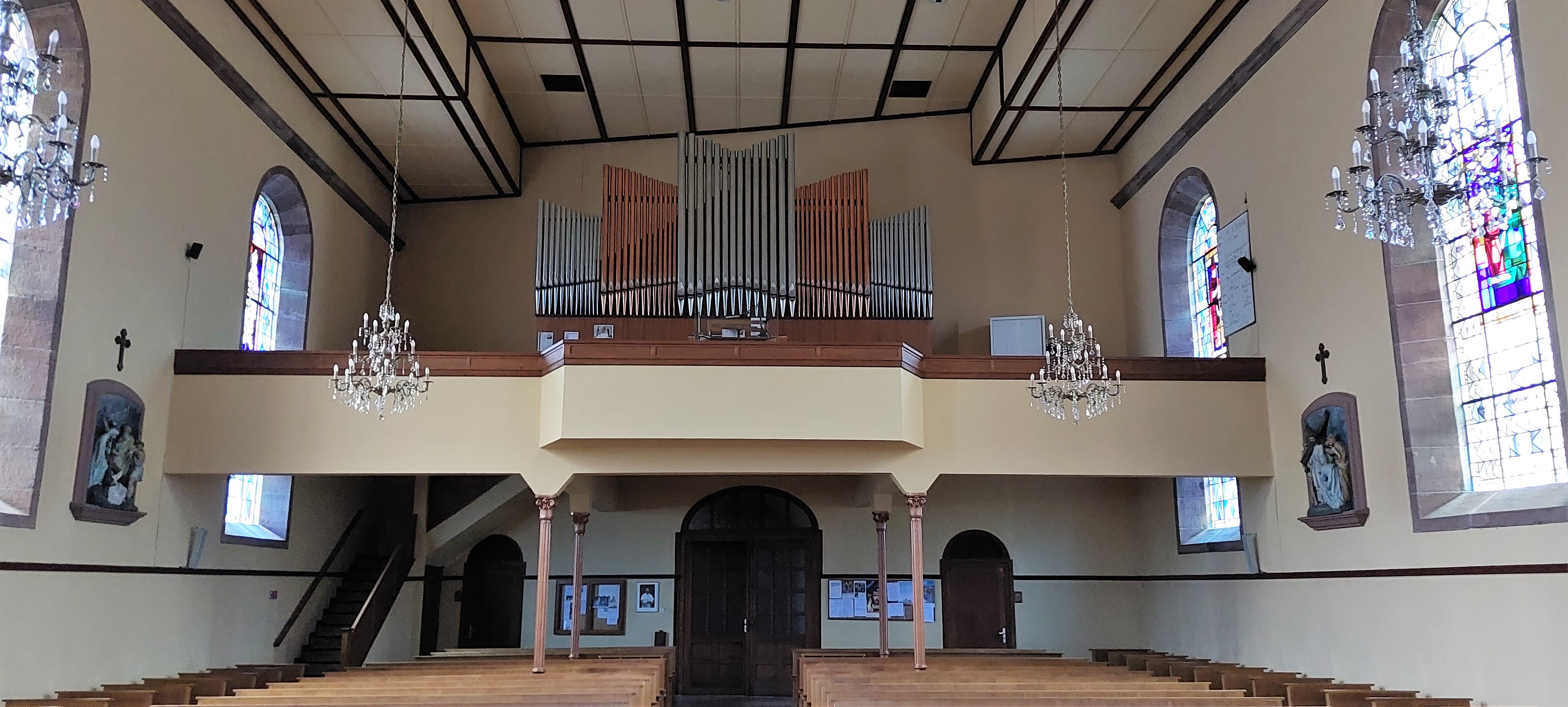
Intérieur de l'église Saint-Rémi.
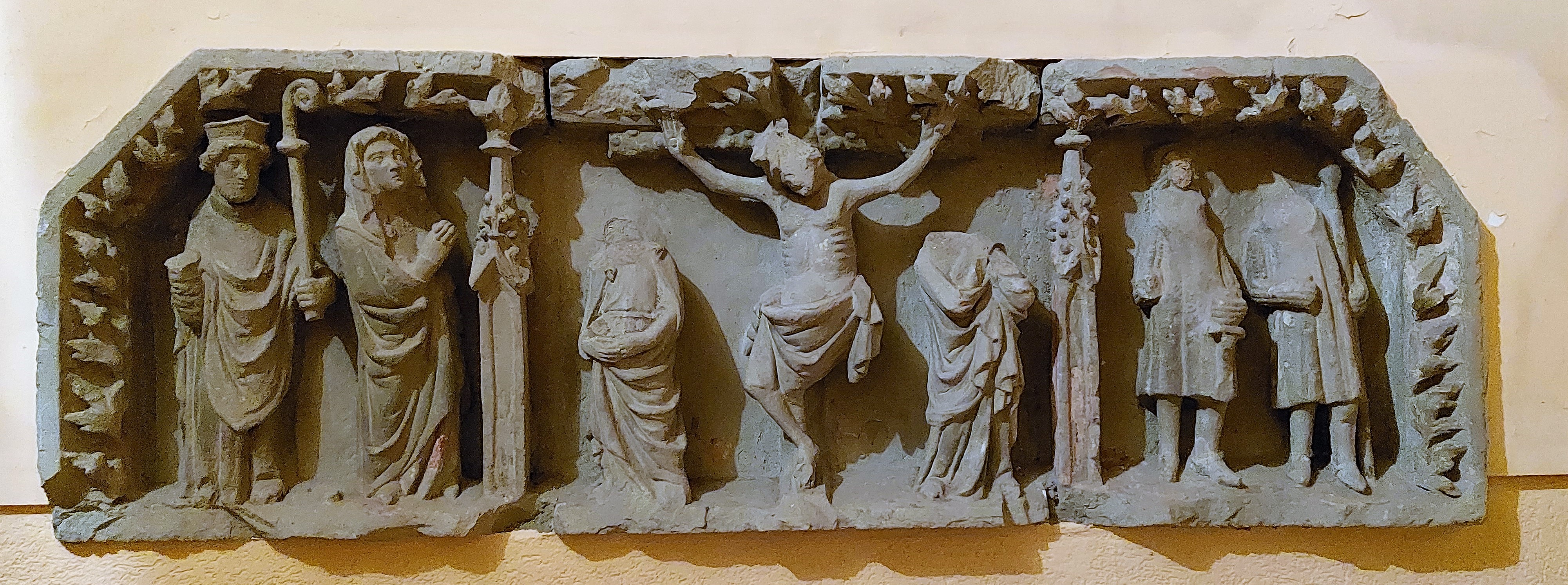
Sculpture intérieure de l'église Saint-Rémi.
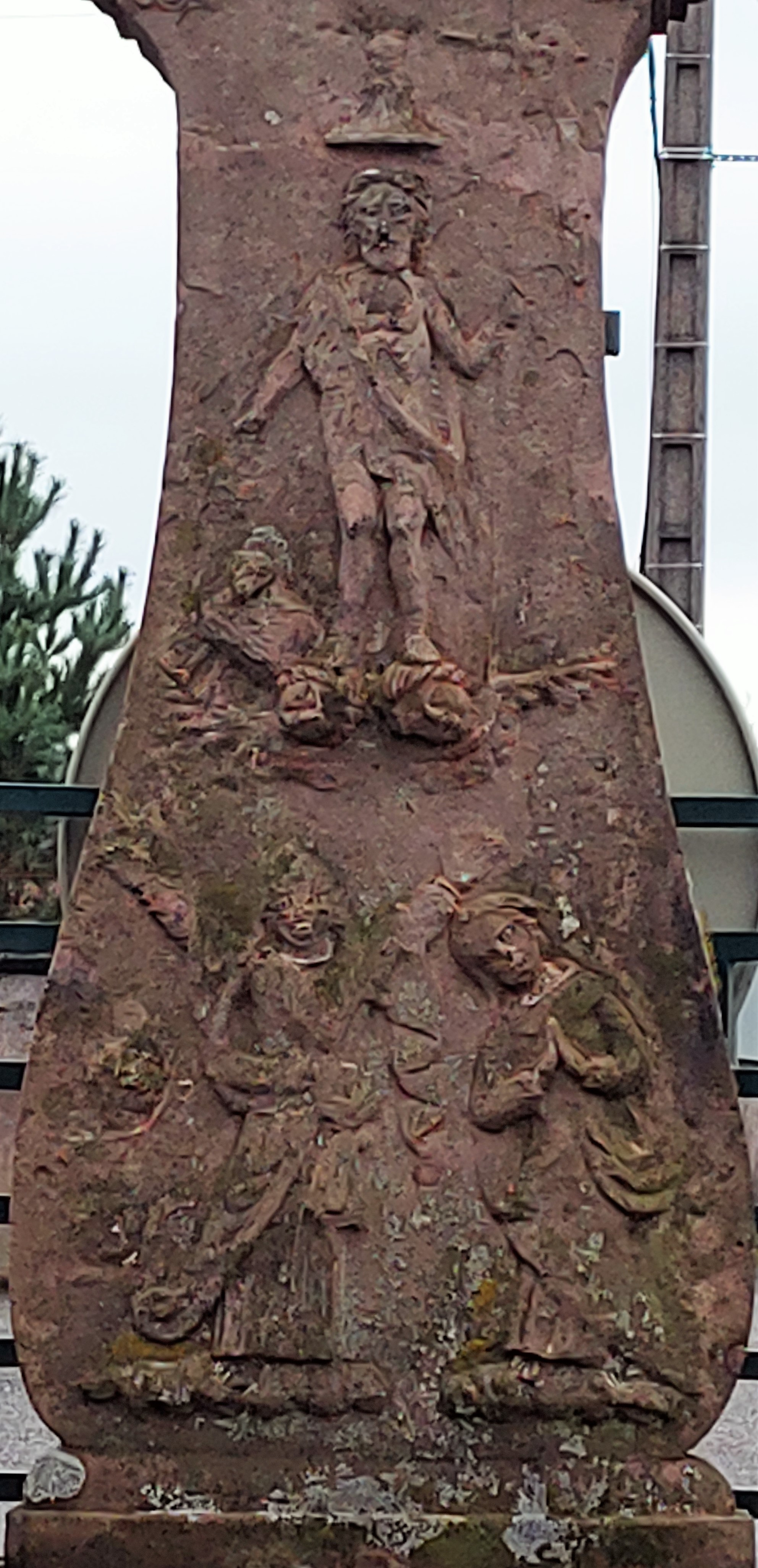
Pierre tombale extérieure.
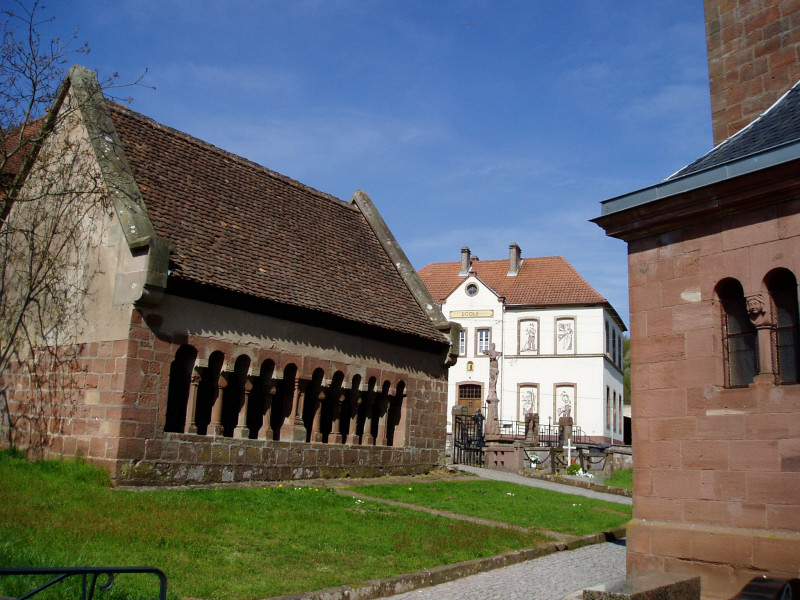
L'ossuaire de Schorbach.
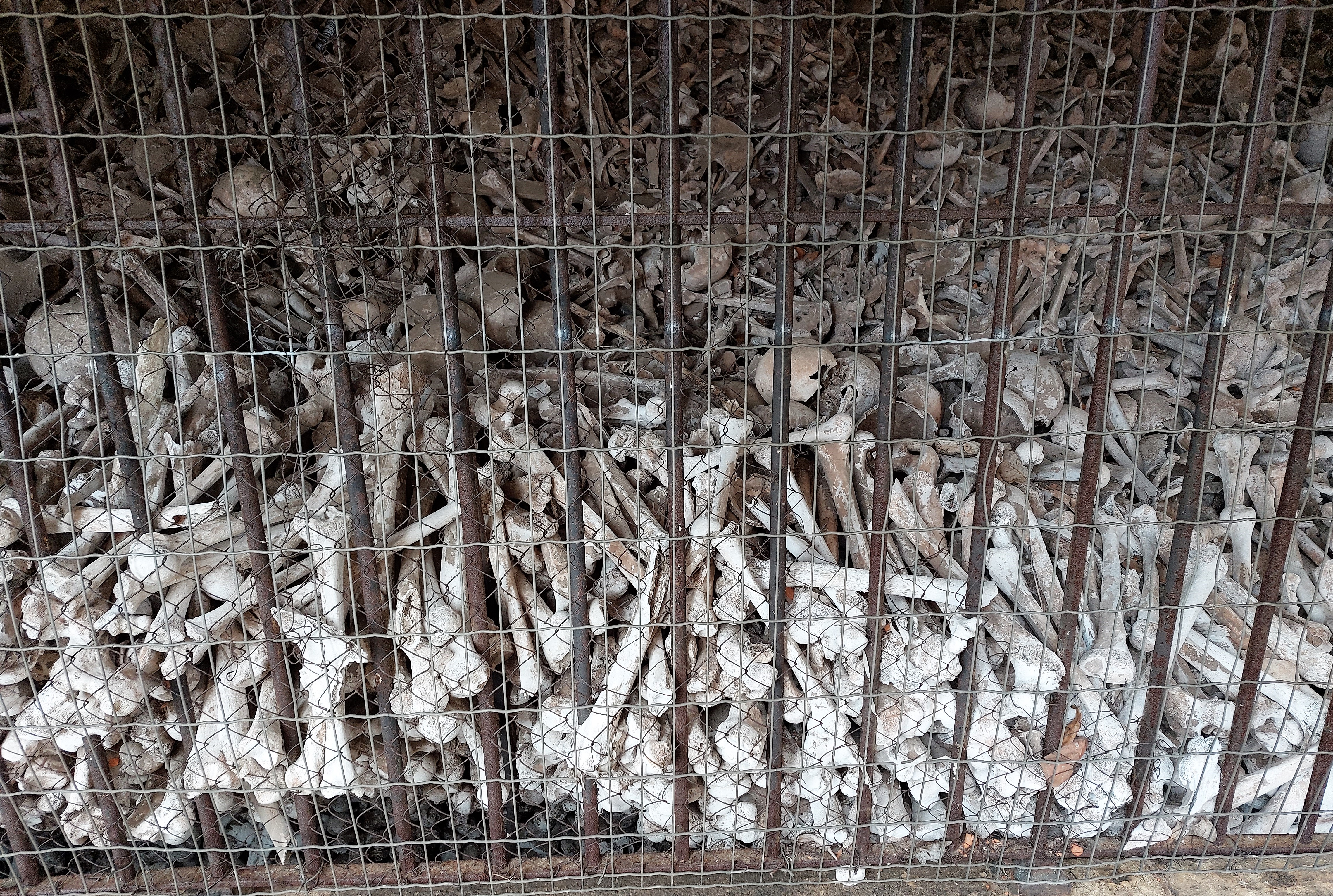
Ossuaire de Schorbach (intérieur).
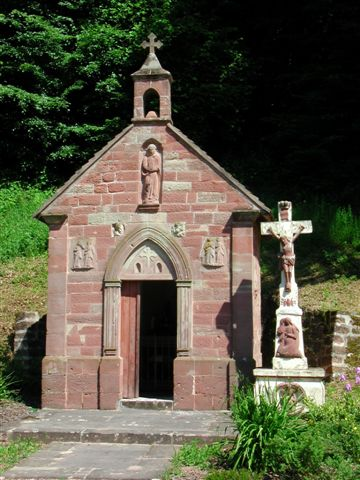
La Felsenkapelle, ou chapelle du Rocher.
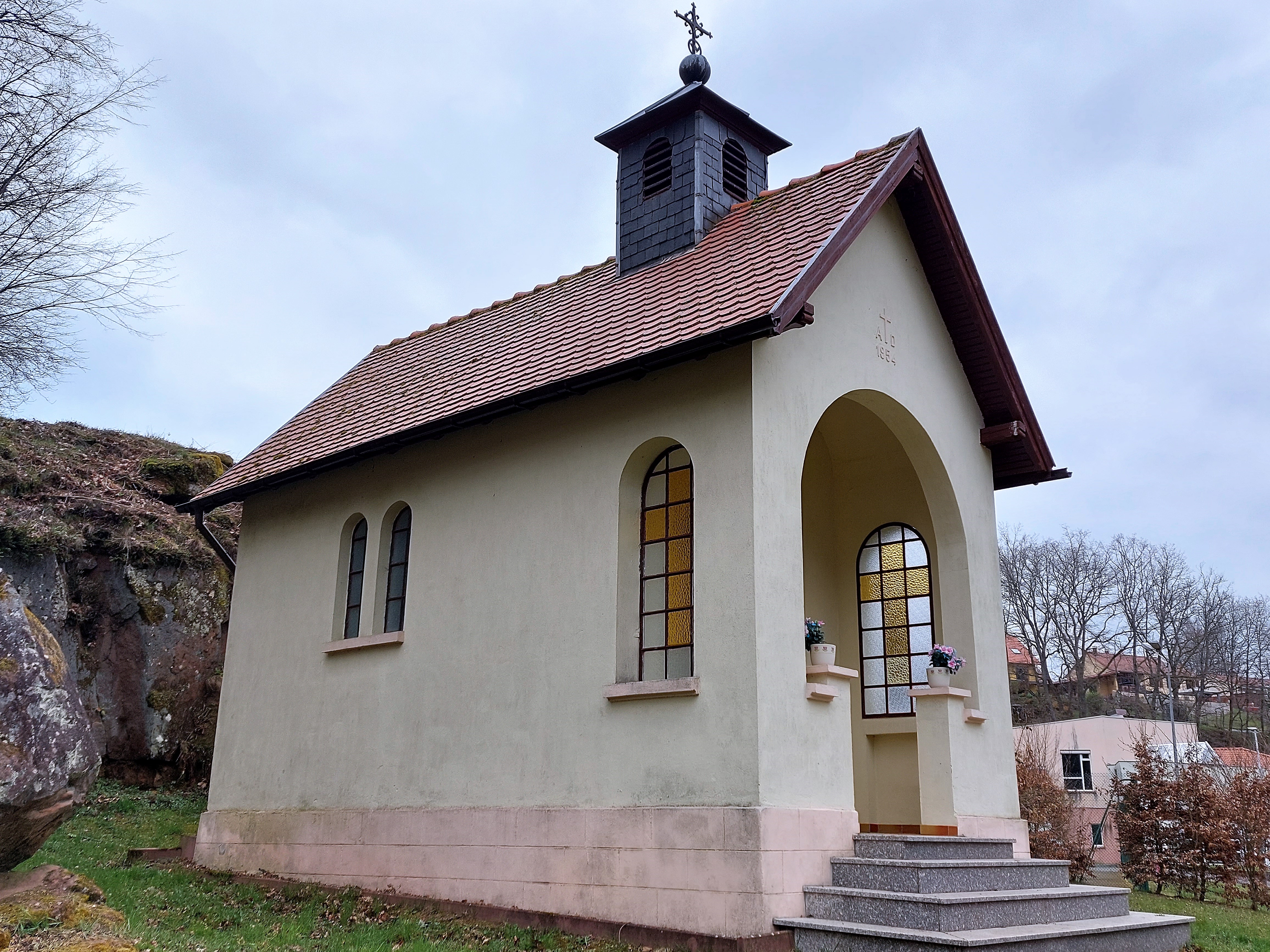
Chapelle saints Roch et Wendelin.
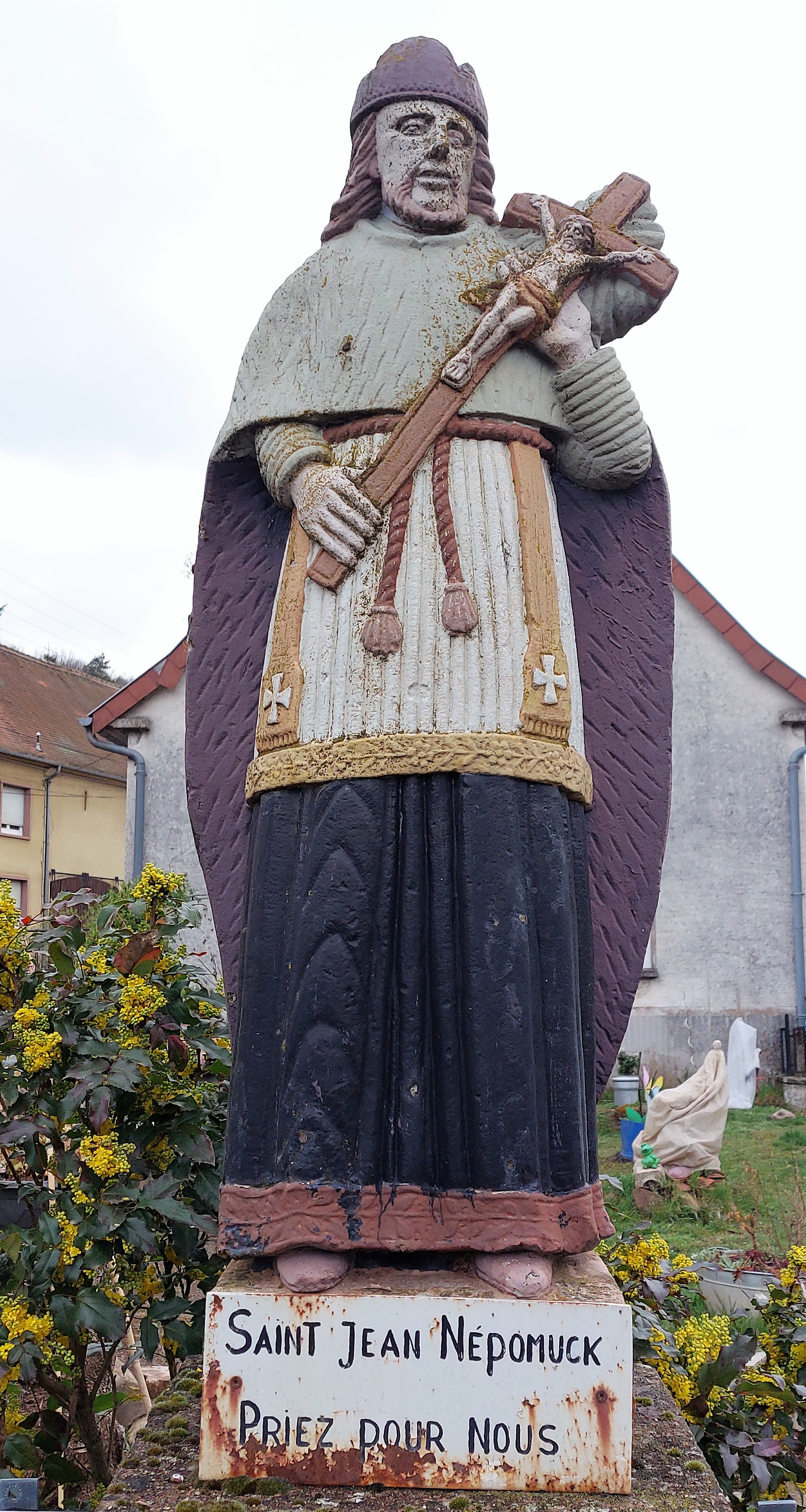
Statue de Saint Jean Népomucène.

- L'ossuaire, édifié vers le XVe siècle[29] à proximité de l'église paroissiale[30]. Il a été classé monument historique par arrêté du 27 novembre 1929[31]
- L'église paroissiale Saint-Rémi avec sa tour quadrangulaire et sa nef de style gothique[32].

Orgue Jean-Georges Koenig (1964).

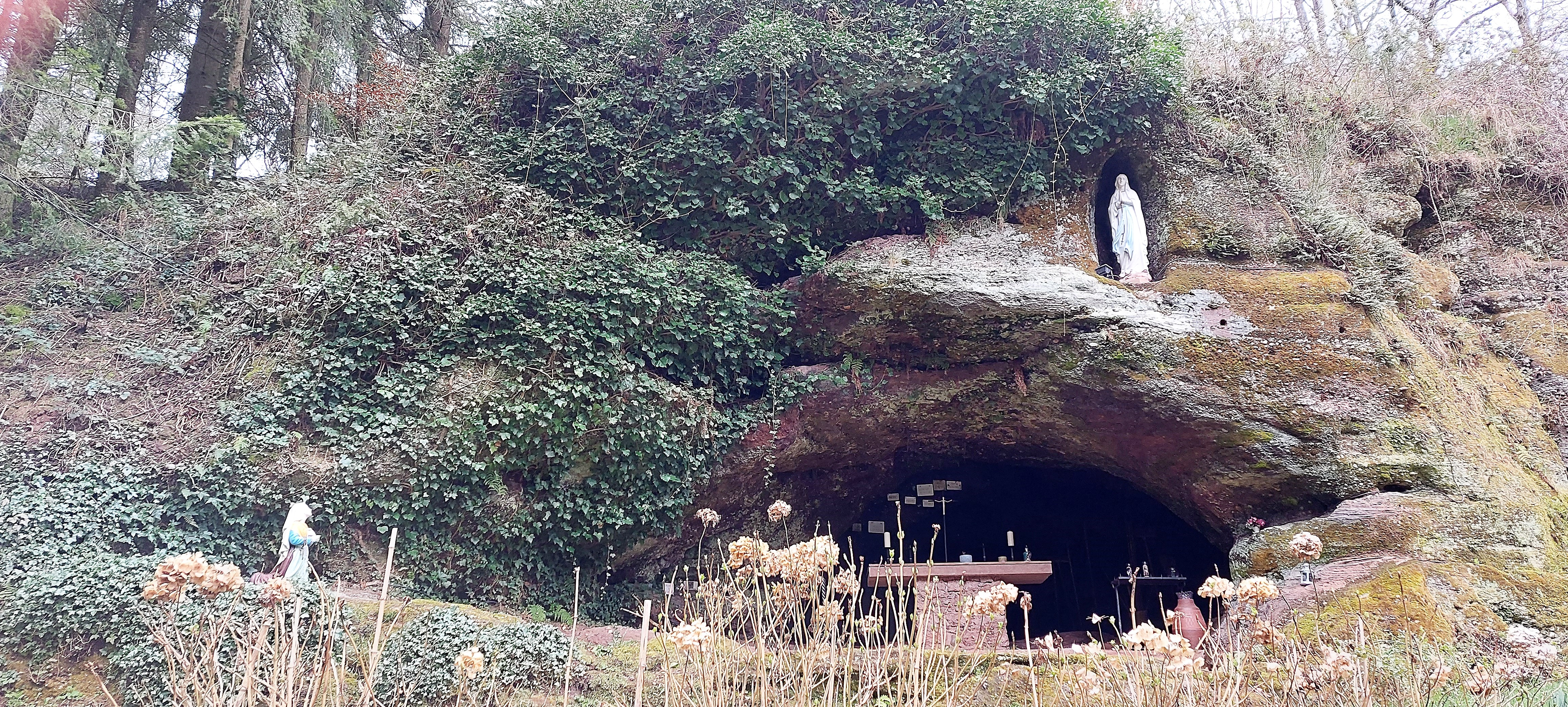
Grotte de Lourdes.

- Les chapelles Saint-Wendelin, Sainte-Thérèse et la chapelle du Rocher, parsemant le ban du village.

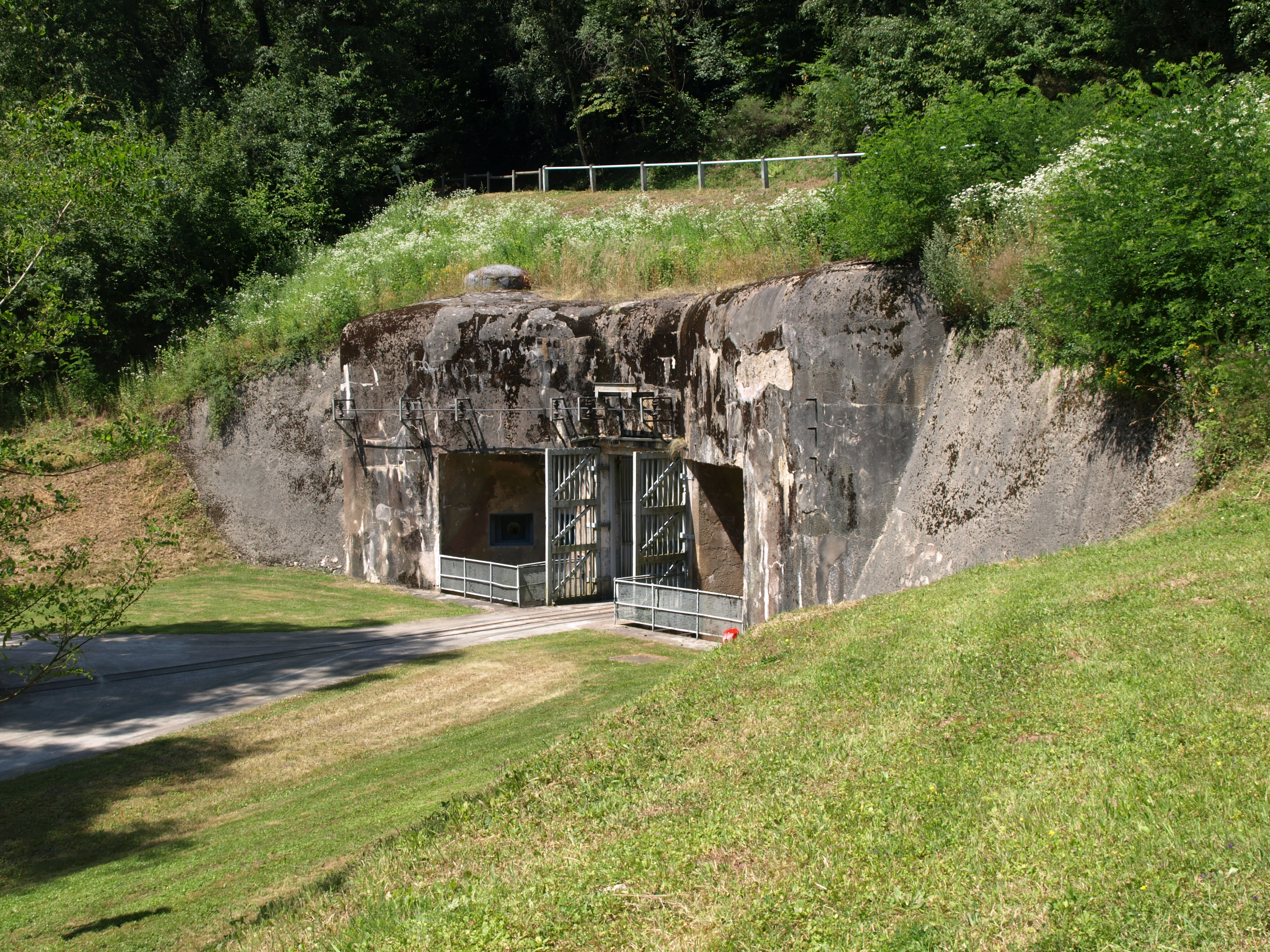
Gros Ouvrage du Simserhof.

- Une quinzaine de calvaires.
- Grotte de Lourdes[34],[35].

#### Ouvrage militaire
- Ouvrage du Simserhof (Siersthal-Légeret), construit de 1929 à 1936, constituant l'un des ouvrages de l'ensemble fortifié appelé la ligne Maginot mis en place dans le cadre de l'organisation défensive des frontières nord et nord-est de la France

### Héraldique
| Blason de Schorbach | Blason  | De gueules à l'ossuaire d'or, au chef cousu d'azur chargé d'un lion léopardé d'argent, couronné armé et lampassé de gueules. |
| Blason de Schorbach | Détails | Le statut officiel du blason reste à déterminer.                                                                             |